# جنيه قبرصي
الجنيه القبرصي يُعرف أيضاً باسم الليرة، كان يُستخدم في قبرص حتى 31 ديسمبر 2007 حيث تم استبداله باليورو في قبرص ومالطا، لكنه لا يزال مستخدم في القسم الشمالي التركي من الجزيرة.
استبدلت قبرص الليرة باليورو في 1 يناير 2008 بسعر صرف ثابت 0.585274 ليرة قبرصية لكل يورو.

## تاريخ العملة
البريطانيين قدموا الجنيه لقبرص عام 1879 1 جنيه لكل 180 قرش تركي، وظلت مساوية للجنيه الإسترليني حتى عام 1972، وكانت مقسمة لـ 20 شيلينغ والشيلينغ لـ 9 قروش والقرش لـ 40 بارة (وحدة نقد تركية) والتي لم تُستخدم في العملات المعدنية بل في الطوابع البريدية.

## باتجاه اليورو
عرض رسمي قُدم لتدوال اليورو في 13 فبراير 2007. في 16 مايو 2007 نالت قبرص موافقة اللجنة الأوروبية والبرلمان الأوروبي في
21 يونيو 2007.